# Marc R. Forster
Marc R. Forster (* 1959) ist ein US-amerikanischer Historiker.

## Leben
Er erwarb den B.A. am Swarthmore College, den M.A. und 1989 den Ph.D. an der Harvard University. Er war an der Harvard University Lecturer in History (1989–1990) und am Connecticut College ist er seit 1990 Professor für Geschichte.
Seine Forschungsschwerpunkte sind Deutschland der Frühen Neuzeit (1500–1800) und deutscher Katholizismus, Volksreligion und Volkskultur, ländliche Gesellschaft.

## Schriften (Auswahl)
- The counter-reformation in the villages. Religion and reform in the Bishopric of Speyer, 1560–1720. Ithaca 1992, ISBN 0-8014-2566-2. Rezension
- Catholic revival in the age of the baroque. Religious identity in southwest Germany, 1550–1750. Cambridge 2001, ISBN 0-521-78044-6. Rezension
- mit Benjamin J. Kaplan (Hg.): Piety and family in early modern Europe. Essays in honour of Steven Ozment. Aldershot 2005, ISBN 0-7546-5248-3.
- Catholic Germany from the reformation to the enlightenment. Basingstoke 2007, ISBN 0-333-69838-X.